# Ljubiša Spajić
Ljubomir "Ljubiša" Spajić , em sérvio, Љубомир "Љубиша" Спајић (Belgrado, 7 de março de 1926 - 28 de março de 2004), foi um futebolista e treinador sérvio e medalhista olímpico pela então Iugoslávia.

## Carreira
Ljubiša Spajić fez parte do elenco medalha de prata, nos Jogos Olímpicos de 1956.

## Ligações Externas
- Perfil de Spajic